# Nagar (estado principesco)

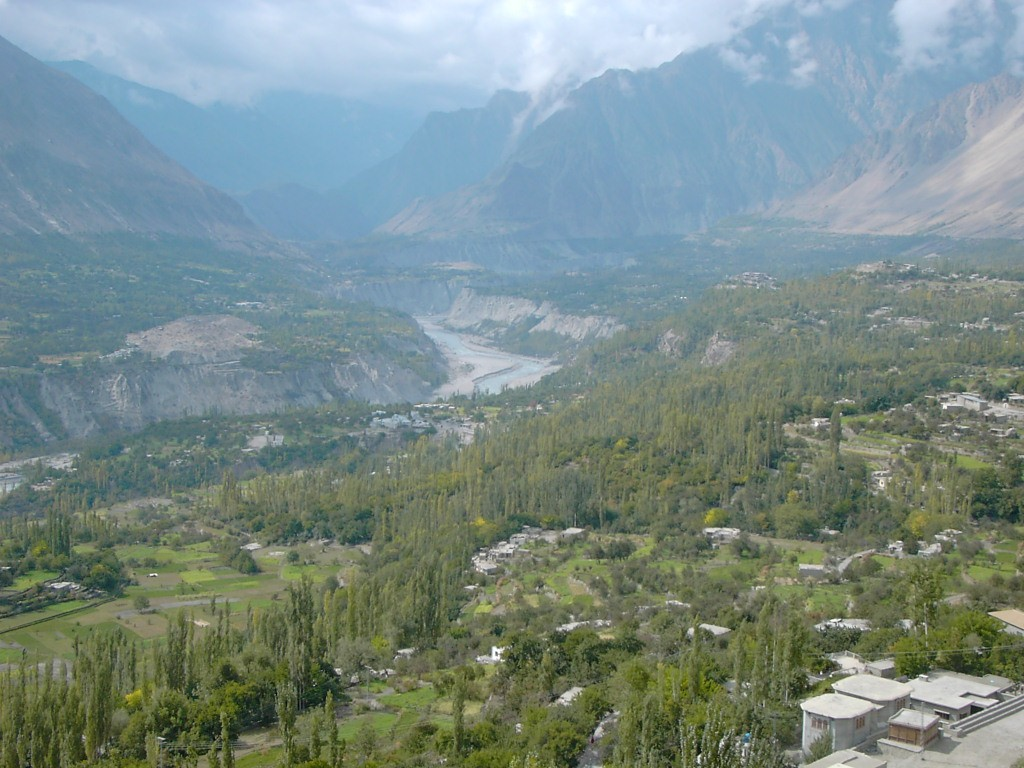
El valle de Hunza mirando al otro lado del río hacia Nagar.

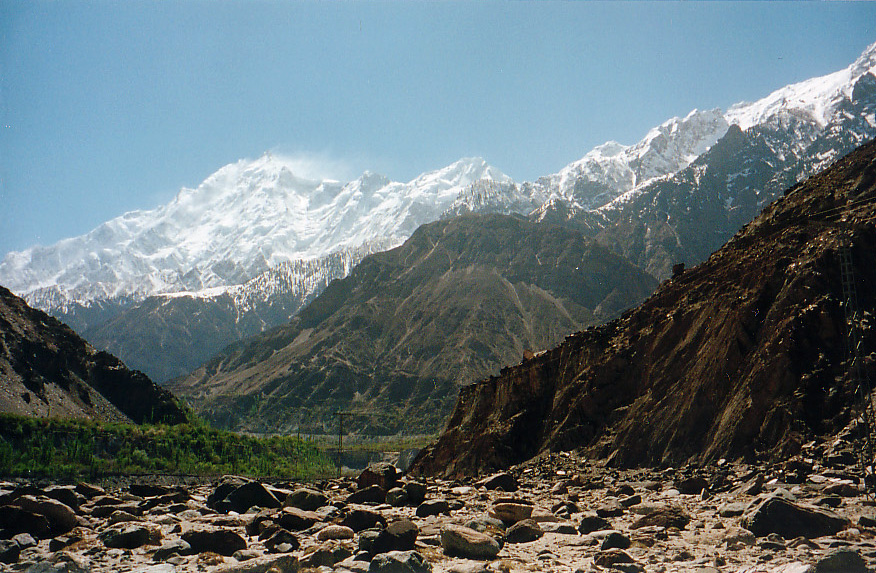
Monte Rakaposhi.

Nagar (urdu: ریاست نگر, Riyasat Nagar) fue un estado de saludo principesco en la parte norte de Gilgit-Baltistán, Pakistán. Hasta agosto de 1947, tuvo una alianza subsidiaria con la India británica. Limitaba con los estados de la Agencia de Gilgit al sur y al oeste, y con el estado principesco del distrito de Hunza al norte y al este. Desde noviembre de 1947 hasta 1974 fue un estado principesco de Pakistán. La capital del estado era la ciudad de Nagar.
El territorio previamente cubierto por Nagar forma tres tehsils del distrito de Nagar en el norte de Pakistán.

## Historia
Nagar, fundado en el siglo XIV, fue un principado autónomo hasta que los británicos obtuvieron el control del estado tras la campaña de Hunza-Nagar (1889-1893). Fue un estado principesco colonial bajo la administración de la Agencia de Gilgit hasta 1947, pero desde 1868 fue vasallo del maharajá de Jammu y Cachemira, a pesar de que Cachemira nunca lo gobernó directamente. Se consideraba que los gobernantes de Nagar estaban entre los vasallos más leales de los maharajás de Jammu y Cachemira, enviando los tributos anuales a sus durbares hasta 1947. Los británicos les concedieron un saludo hereditario de 15 salvas.
En noviembre de 1947, Nagar se adhirió a Pakistán, que se convirtió en responsable de sus asuntos exteriores y defensa, mientras que Nagar mantuvo el autogobierno interno. En 1968, Syed Yahya Shah, el primer político del valle, exigió derechos civiles al mir de Nagar. En 1974, cuando terminó la dictadura de Ayub Khan en Pakistán y ganó las elecciones el Partido Popular de Pakistán (bajo Zulfikar Ali Bhutto), el gobierno obligó al mir de Nagar a abdicar. Más tarde, el área se fusionó con las áreas del norte.

## Gobierno
El estado estuvo gobernado por los jefes hereditarios de la dinastía Maglot, que fueron llamados "mir". Los detalles de los primeros gobernantes son inciertos. Las primeras fechas definidas disponibles son de 1839. En noviembre de 1947, el estado se convirtió en uno de los estados principescos de Pakistán. El brigadier mir Shaukat Ali Khan fue el último gobernante del Estado antes de que fuera abolido por el primer ministro paquistaní Zulfikar Ali Bhutto en 1972.

## Demografía
Existen alrededor de 90.000 habitantes en el valle de Nagar (censo AKRSP, 2000).
Nagar tiene dos etnias principales: los hablantes de buruchasquio y los hablantes de shina. Un tipo más antiguo de buruchasquio todavía se habla en el valle con un leve acento moderno. En Chalt Nagar también se habla una tercera lengua, el bedeski.

## Religión
En la población predomina, tradicionalmente, el chiismo duodecimano (Jafaria).

## Geografía
El territorio de Nagar es extremadamente montañoso, lo que ha proporcionado un cierto grado de protección frente a las fuerzas invasoras. La montaña más alta es el monte Rakaposhi de 7.788 m, al sur de la ciudad de Nagar. La carretera del Karakórum cruza Nagar y conecta Pakistán con China a través del paso de Khunjerab. La carretera sigue el río Hunza a una cierta distancia a través de Nagar y hacia la región de Hunza. Según los idiomas locales, el valle de Nagar se divide en dos partes: Nagar Shinaki y Nagar Burosho.